# Aleyna Sürmene

Aleyna Sürmene met haar boek Van armoede naar rijkdom (2025)

Aleyna Sürmene (15 februari 1997) is een Nederlands auteur en ondernemer. Zij schreef autobiografische werken waarin persoonlijke strijd, veerkracht en maatschappelijke thema’s centraal staan.

## Biografie
Sürmene groeide op in Nederland en combineerde haar achtergrond met haar passie voor schrijven. Naast haar schrijverschap is ze actief als ondernemer.

## Carrière
In 2025 verscheen haar boek Van armoede naar rijkdom, waarin ze haar persoonlijke reis van tegenslagen naar succes beschrijft.
In 2025 volgde Ik was mijn eigen advocaat – Mijn zaak werd hun les, een autobiografisch verslag over haar juridische strijd met een grote organisatie. Het boek behandelt thema’s zoals onrecht, doofpotten, intimidatie en de kracht van zelfredzaamheid.
Naast haar schrijverschap is Sürmene actief als ondernemer. Ze is oprichter van meerdere bedrijven, waaronder AS Secure BV, TaxiSurmene en MiMiBV.